# Nosilnost ladje
Nosilnost ladje (ang. Deadweight tonnage tudi DWT, D.W.T. ali d.w.t.) je merilo za tovorno sposobnost ladij. Vključuje težo tovora, goriva, vode, balastne vode, posadke, potnikov in drugih stvari, ki jih je možno naložiti na ladjo - v bistvu vse razen prazne teže ladje. Maksimalna nosilnost je največji tovor, ki ga lahko ladja varno prevaža.
Nosilnost ni isto kot registrska tona, GT in NT (ki so enote za volumen) in tudi ni isto kot izpodriv.
Nosilnost se podaja v metričnih tonah (1000 kg), v nekaterih primerih tudi v dolgih tonah (1016 kg oziroma 2 240 funtov) in kratkih tonah (907,2 kg oziroma 2000 funtov)